# Shankarrao Thorat
Shankarrao Ramrao Thorat (ur. 12 grudnia 1909 w Vadodarze, zm. we wrześniu 1983) – indyjski zapaśnik, olimpijczyk.
Thorat wystartował w zapasach na LIO 1936 w Berlinie.
Startował w wadze koguciej, w której stoczył dwa pojedynki; obydwa przegrał. Nie został sklasyfikowany.